# George Ogilvie
George Buchan Ogilvie (Goulburn, Australia, 5 de marzo de 1931-Braidwood, Australia, 5 de abril de 2020) fue un actor y director de cine, teatro y televisión australiano, conocido principalmente por haber dirigido la película de 1985 Mad Max Beyond Thunderdome junto con George Miller y por su extensa carrera en el teatro de su país.

## Vida y carrera
George Ogilvie inició su carrera como actor en el teatro Canberra Repertory y más tarde se mudó al Reino Unido donde continuó su formación actoral. En 1965 regresó a Australia para trabajar con la Compañía de Teatro de Melbourne, donde permaneció durante seis años. Acto seguido se desempeñó como director artístico de la Compañía Estatal de Teatro del Sur de Australia. En 1988 empezó a trabajar como director para la Ópera de Australia, la Compañía de Ballet Australiano y otras instituciones relacionadas.
Sus créditos en televisión incluyen la miniserie de 1983 The Dismissal (donde interpretó al senador Jim McClelland]), la serie Bodyline (1984) (en la que se desempeñó como guionista y dirigió tres episodios) y la dirección de los telefilmes The Shiralee (1987), Touch the Sun (1988) y The Battlers (1994).
Dirigió las películas Mad Max Beyond Thunderdome (1985), en la que compartió créditos con George Miller, Short Changed (1985), la premiada The Place at the Coast (1987) y The Crossing (1990), que supuso el debut cinematográfico del actor Russell Crowe.
Falleció en el Hospital de Braidwood (Nueva Gales del Sur, Australia) a causa de un paro cardíaco el 5 de abril de 2020 a los 89 años. El actor padecía enfisema.

## Libros
- George Ogilvie (2006). Simple Gifts – A Life in the Theatre. Sydney: Currency House. ISBN 9780975730171.[8]